# Nyctinomops aurispinosus
Nyctinomops aurispinosus е вид прилеп от семейство Булдогови прилепи (Molossidae). Видът не е застрашен от изчезване.

## Разпространение и местообитание
Разпространен е в Боливия, Бразилия, Венецуела, Еквадор, Колумбия, Мексико, Парагвай и Перу.
Обитава гористи местности, пещери и храсталаци в райони с тропически климат, при средна месечна температура около 23,8 градуса.

## Описание
Теглото им е около 18,4 g.